# Гонконзька кінопремія
Гонконзька кінопремія (кит.: 香港電影金像獎; англ. Hong Kong Film Award) — найвища кінематографічна нагорода Гонконгу. Вручається щорічно з 1982 року за досягнення у галузі кінематографу.

## Категорії
Премія вручається у 19 категоріях:
- найкращий фільм
- найкраща режисерська робота
- найкращий сценарій
- найкраща чоловіча роль
- найкраща жіноча роль
- найкраща чоловіча роль другого плану
- найкраща жіноча роль другого плану
- найкращий акторський дебют
- найкращий режисерський дебют
- найкраща операторська робота
- найкраща кіномонтажна робота
- найкращий артдиректор
- найкращий дизайн костюмів і гриму
- найкраща хореографія
- найкраща музика до фільму
- найкраща пісня
- найкраща музика
- найкращі спецефекти
- найкращий китайський фільм

## Найбільші досягнення
- Найбільша кількість перемог за фільм: Солодка як мед — отримав 9 нагород на 16-ій церемонії нагородження. Відразу за ним ідуть фільми Тигр підкрадається, дракон ховається, Полководці та Охоронці й убивці, які отримали по 8 нагород.
- Найбільша кількість номінацій за фільм: Охоронці й убивці — володар 18 номінацій на 29-ій церемонії нагородження і отримав 8 нагород, включаючи категорію за найкращий фільм.
- Найбільша кількість номінацій за найкращу режисуру: Джонні То — номінований 16 разів.
- Найбільша кількість номінацій за найкращу чоловічу роль: Юньфат Чоу — номінований 13 разів.
- Найбільша кількість номінацій за найкращу жіночу роль: Меггі Чун — номінована 9 разів.
- Найбільша кількість перемог за найкращу режисуру: Енн Гуей — перемагала 4 рази.
- Найбільша кількість перемог за найкращу чоловічу роль: Тоні Люн Чу Вай — перемагав 5 разів.
- Найбільша кількість перемог за найкращу жіночу роль: Меггі Чун — перемагала 5 разів.
- Найбільша кількість номінацій без перемоги: Джекі Чан — номінований в категорії найкращий актор 10 разів, але жодної перемоги.
- Найбільш послідовний переможець в одній і тій же категорії: Артур Вонг — перемагав 3 рази в категорії найкраща робота кінооператора.